# Minden kutya a mennybe jut – A kiskutyák karácsonyi éneke
A Minden kutya a mennybe jut – A kiskutyák karácsonyi éneke (eredeti cím: An All Dogs Christmas Carol) 1998-ban megjelent amerikai rajzfilm, amely Charles Dickens Karácsonyi ének című művének filmadaptációja, és a Minden kutya a mennybe jut című televíziós animációs sorozat alapján készült. Az animációs játékfilm rendezője Paul Sabella, producere Jonathan Dern. A forgatókönyvet Jymn Magon írta, a zenéjét Mark Watters szerezte. A videofilm a Metro-Goldwyn-Mayer Animation gyártásában készült, és ugyancsak a MGM Family Entertainment forgalmazásában jelent meg. Műfaja zenés filmvígjáték.
Amerikában 1998. november 17-én adták ki VHS-en. Magyarországon két szinkronos változat is készült belőle, amelyekből az elsőt a TV2-n 2004. december 25-én, a másodikat az MGM-en 2013. december 24-én vetítették le a televízióban.

## Szereplők
| Szereplő                     | Eredeti hang          | Magyar hang                    | Magyar hang                    |
| Szereplő                     | Eredeti hang          | 1. magyar szinkron (TV2, 2004) | 2. magyar szinkron (MGM, 2013) |
| ---------------------------- | --------------------- | ------------------------------ | ------------------------------ |
| Charlie B. Barkin            | Steven Weber          | Pusztaszeri Kornél             | Csőre Gábor                    |
| Vakarcs (Itchy Itchiford)    | Dom DeLuise           | Szokol Péter                   | Háda János                     |
| Bulldog (Carface Carruthers) | Ernest Borgnine       | Vass Gábor                     | Törköly Levente                |
| Killer (Véreb)               | Charles Nelson Reilly | Katona Zoltán                  | Kerekes József                 |
| Sasha La Fleur               | Sheena Easton         | Kocsis Mariann                 | Vágó Bernadett                 |
| Annabelle                    | Bebe Neuwirth         | Kocsis Judit                   | Sági Tímea                     |
| Belladona                    | Bebe Neuwirth         | Náray Erika                    | Solecki Janka                  |
| Timmy                        | Taylor Emerson        | Czető Ádám                     | Straub Martin                  |
| Márta (Martha)               | Beth Anderson         | Talmács Márta                  | Czető Zsanett                  |
| Scruffy                      | Myles Jeffrey         | Morvay Gábor                   | Bogdán Gergő                   |
| Angyali lánykutyus           | Aria Noelle Curzon    | Kántor Kitty                   | Molnár Ilona                   |
| Lánykutyus                   | Ashley Tisdale        | N/A                            | Csuha Bori                     |
| Martha anyja                 | N/A                   | N/A                            | Csonka Anikó                   |
| Egyik kutya ördög            | N/A                   | N/A                            | Faragó András                  |

## Betétdalok
| Dal                                                | Előadó                                        |
| -------------------------------------------------- | --------------------------------------------- |
| When We Hear a Christmas Carol                     | Steven Weber Dom DeLuise Sheena Easton Chorus |
| Puppyhood                                          | Ernest Borgnine                               |
| I Always Get Emotional at Christmas Time           | Charles Nelson Reilly Bebe Neuwirth           |
| I Always Get Emotional at Christmas Time (reprise) | Ernest Borgnine                               |
| Clean Up Your Act                                  | Steven Weber Charles Nelson Reilly Chorus     |
| When We Hear a Christmas Carol (reprise)           | Chorus                                        |

## Televíziós megjelenések
- 1. magyar szinkron: TV2
- 2. magyar szinkron: MGM